# Aucha variegata
Aucha variegata är en fjärilsart som beskrevs av Charles Oberthür 1879. Aucha variegata ingår i släktet Aucha och familjen nattflyn. Inga underarter finns listade i Catalogue of Life.